# Churriguerismus

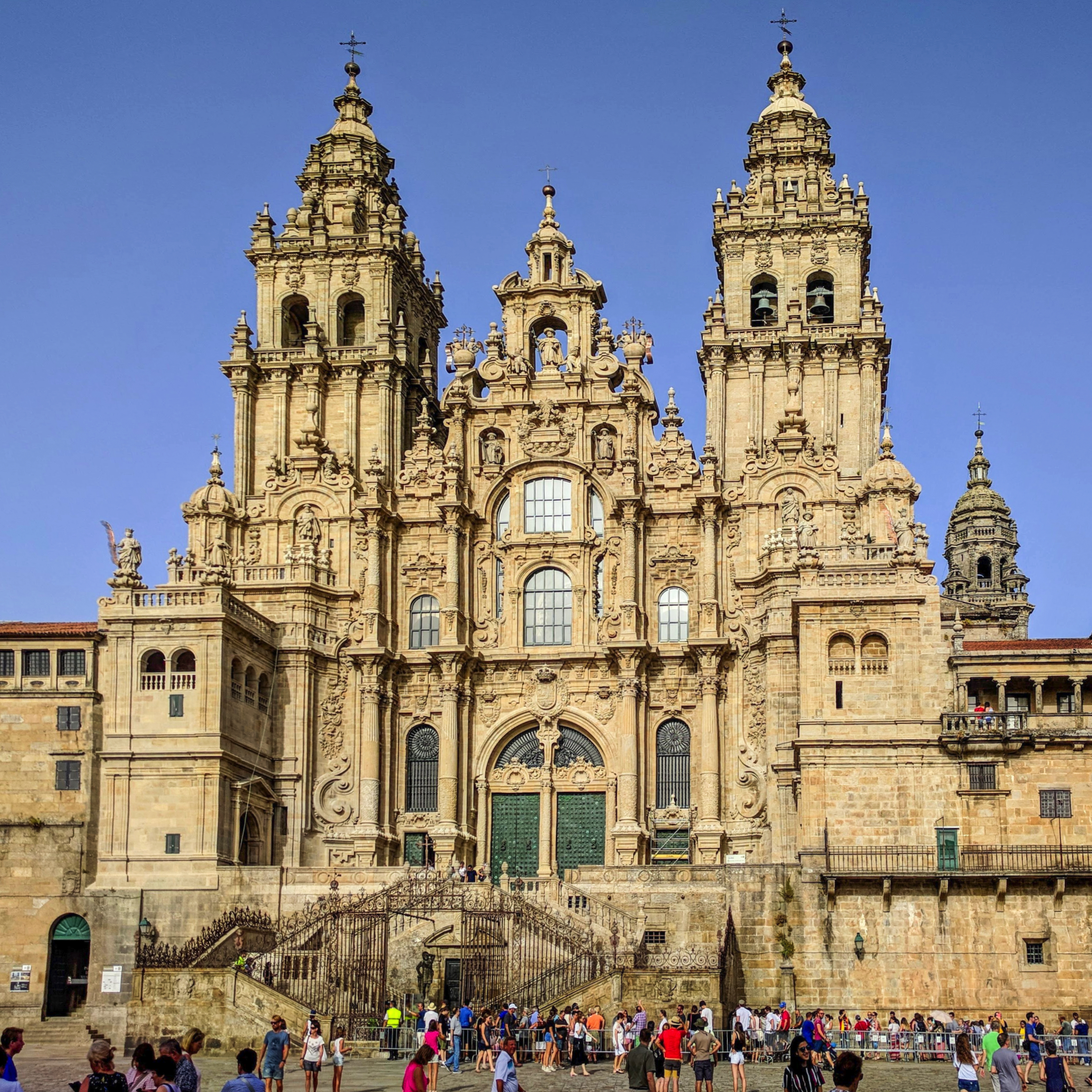
Fassade der Kathedrale von Santiago de Compostela

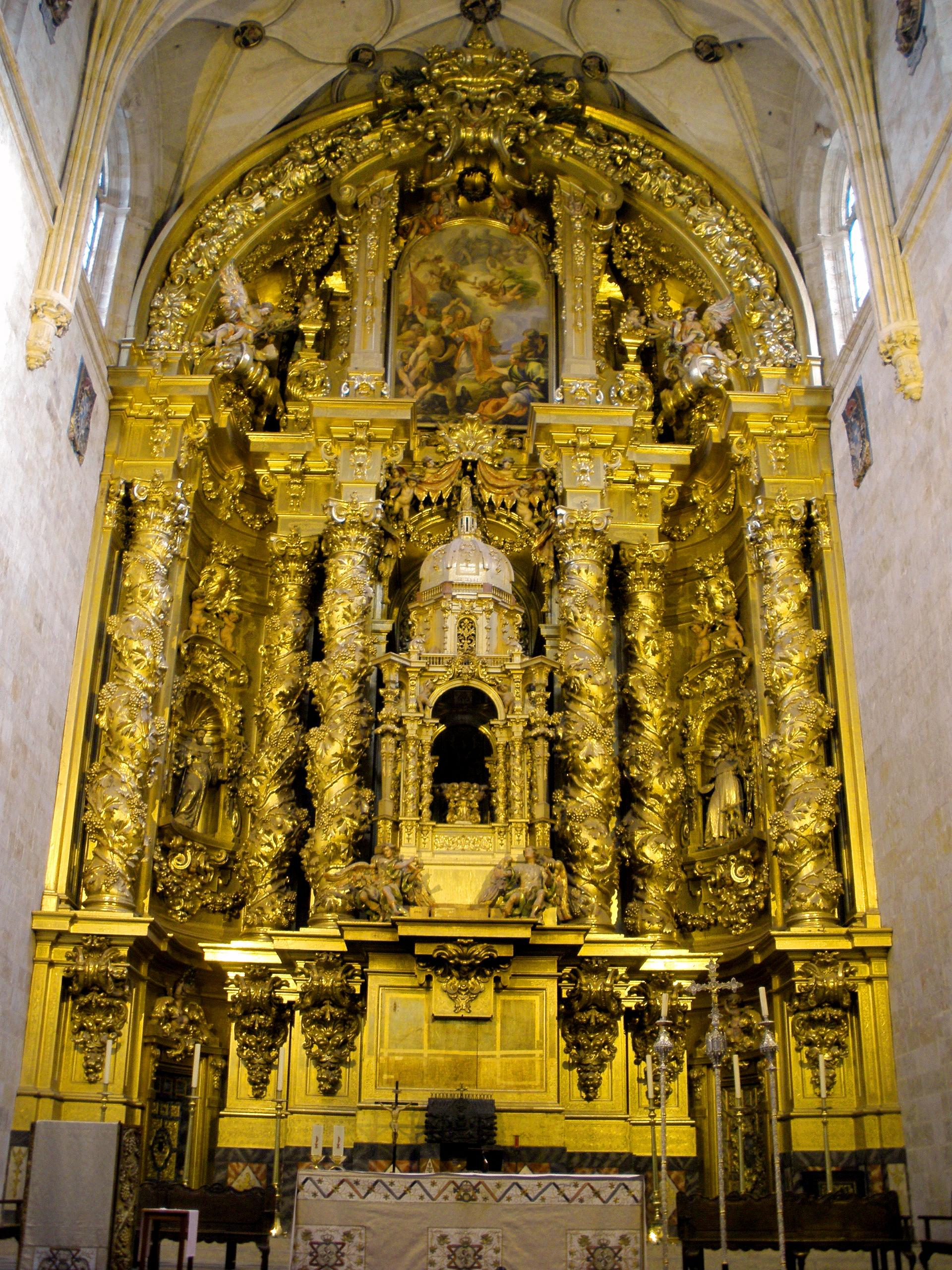
Altarretabel im Convento de San Esteban, Salamanca

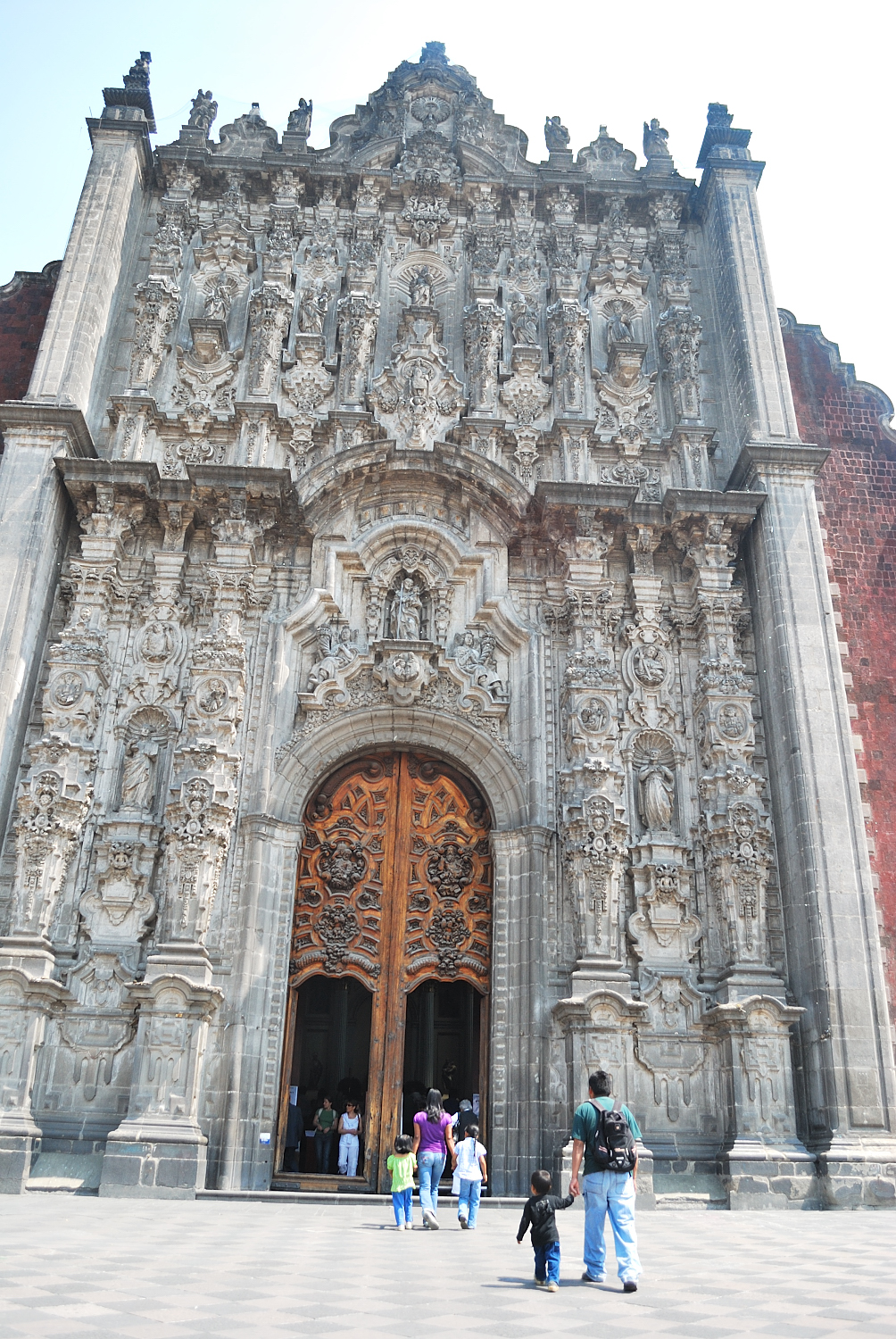
Fassade des Sagrario der Kathedrale von Mexiko-Stadt

Der Churriguerismus (spanisch churrigueresco) ist eine nach dem spanischen Baumeister und Bildhauer José Benito de Churriguera und seinen Brüdern und Neffen benannte iberische und iberoamerikanische Spielart des Spätbarocks im Zeitraum von etwa 1690 bis 1750.

## Stilmerkmale
Der churriguereske Stil zeichnet sich vor allem aus durch die konsequente Negierung der Prinzipien von Stütze und Last und durch die Verschleierung klassischer Architekturelemente (Säule, Kapitell, Pilaster, Türsturz etc.). Daraus resultiert ein scheinbar regelloses, überladenes, kleinteiliges und alles überwucherndes Dekor, das sich hauptsächlich an Altarretabeln und an ähnlich gestalteten Portalfassaden findet. Der Churriguerismus hat seine Wurzeln in dem zwischen Spätgotik und Renaissance stehenden plateresken Stil und dessen Frühform, dem isabellinischen Stil.
Kennzeichen sind vor allem gedrehte Säulenschäfte („salomonische Säulen“) sowie auf der Spitze stehende und durch anderes Dekor unterbrochene obeliskartige Pilaster.

## Beispiele
- Altarretabel im Convento de San Esteban, Salamanca (Entwurf 1692)
- Palast des Bankiers Goyeneche, Nuevo Baztán, Madrid (1709–1713)
- Portalfassade des Real Hospicio de San Fernando, Madrid (um 1725)
- Brückenfiguren auf dem Puente de Toledo, Madrid (um 1725)
- Plaza Mayor, Salamanca (um 1725–1730)
- Coro und Trascoro der neuen Kathedrale, Salamanca (1730–1740)
- Portalfassade des Monte de Piedad, Madrid (1733)
- Portalfassade des Monasterio de Uclés (um 1735)

Seine Blütezeit jedoch erlebte der churriguereske Stil in den Kirchen und Klöstern des spanischen und portugiesischen Kolonialbarock in Mittel- und Südamerika, wobei indianische Dekorfreude den Stil manchmal bereicherte. Besonders hervorzuheben sind die Fassade der Kirche des Jesuitenkollegs in Tepotzotlán und die Kirche Santa Prisca (1751–1758) in der mexikanischen Silberstadt Taxco de Alarcón.

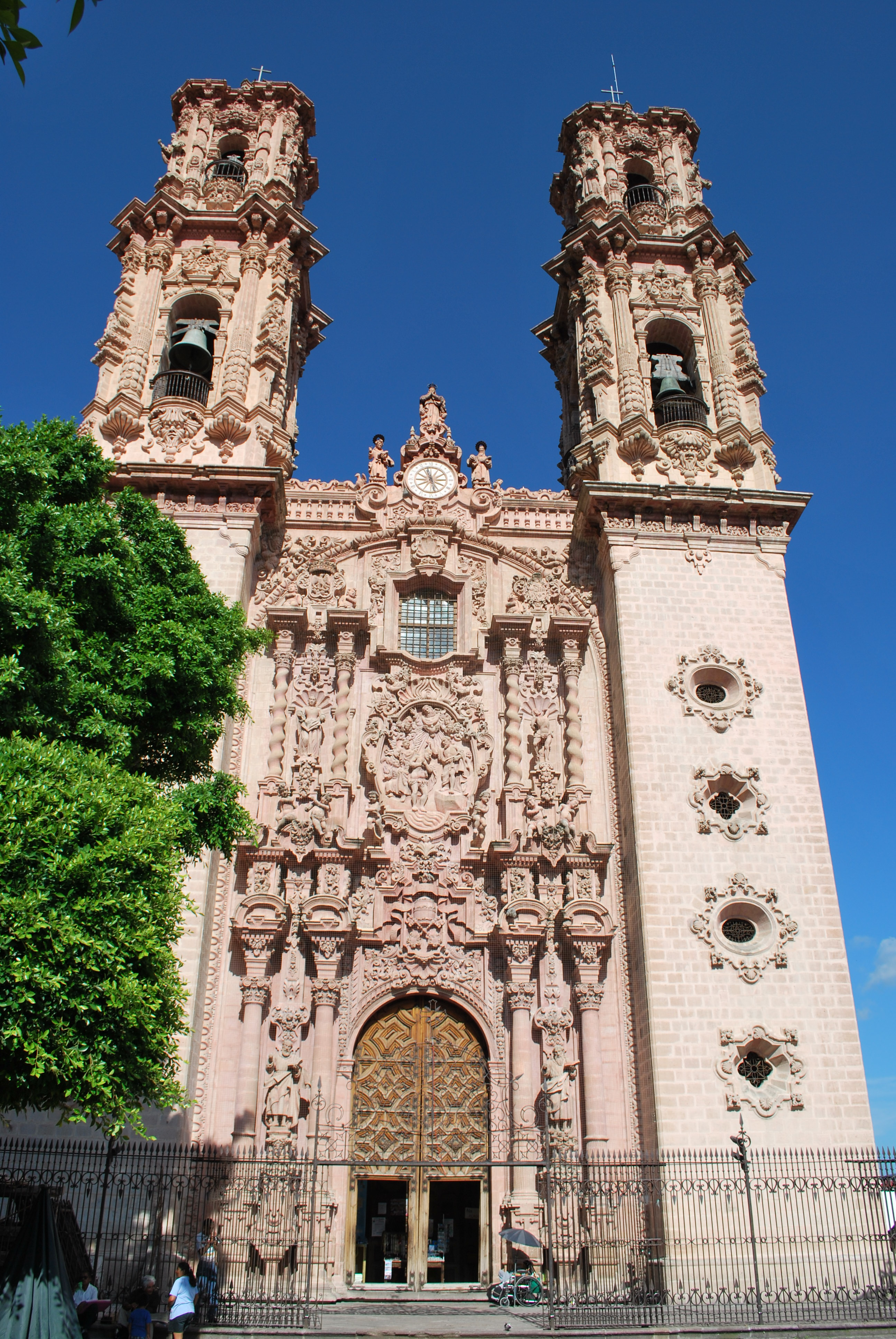
Taxco de Alarcón, Mexiko – Fassade von Santa Prisca
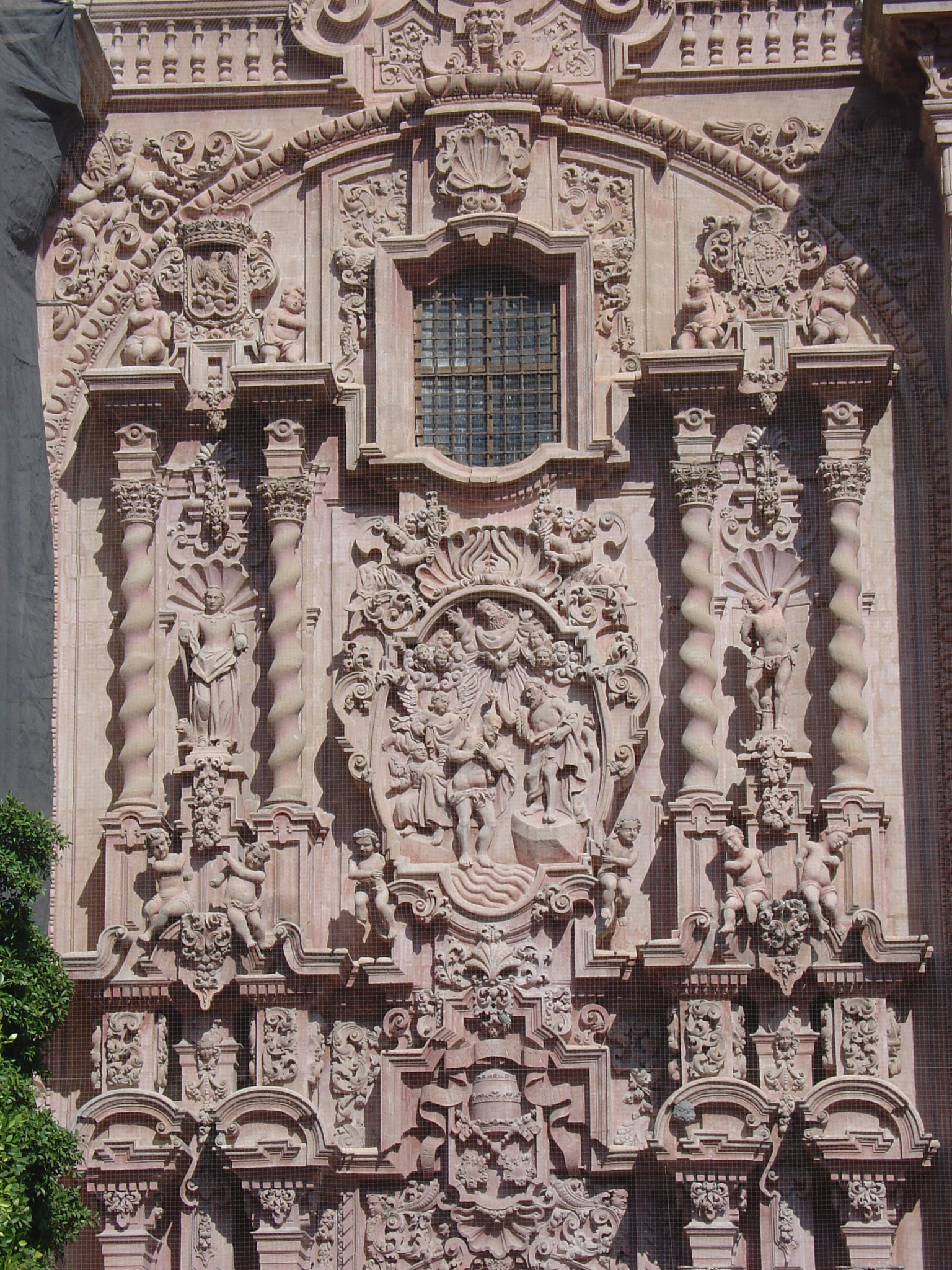
Detail
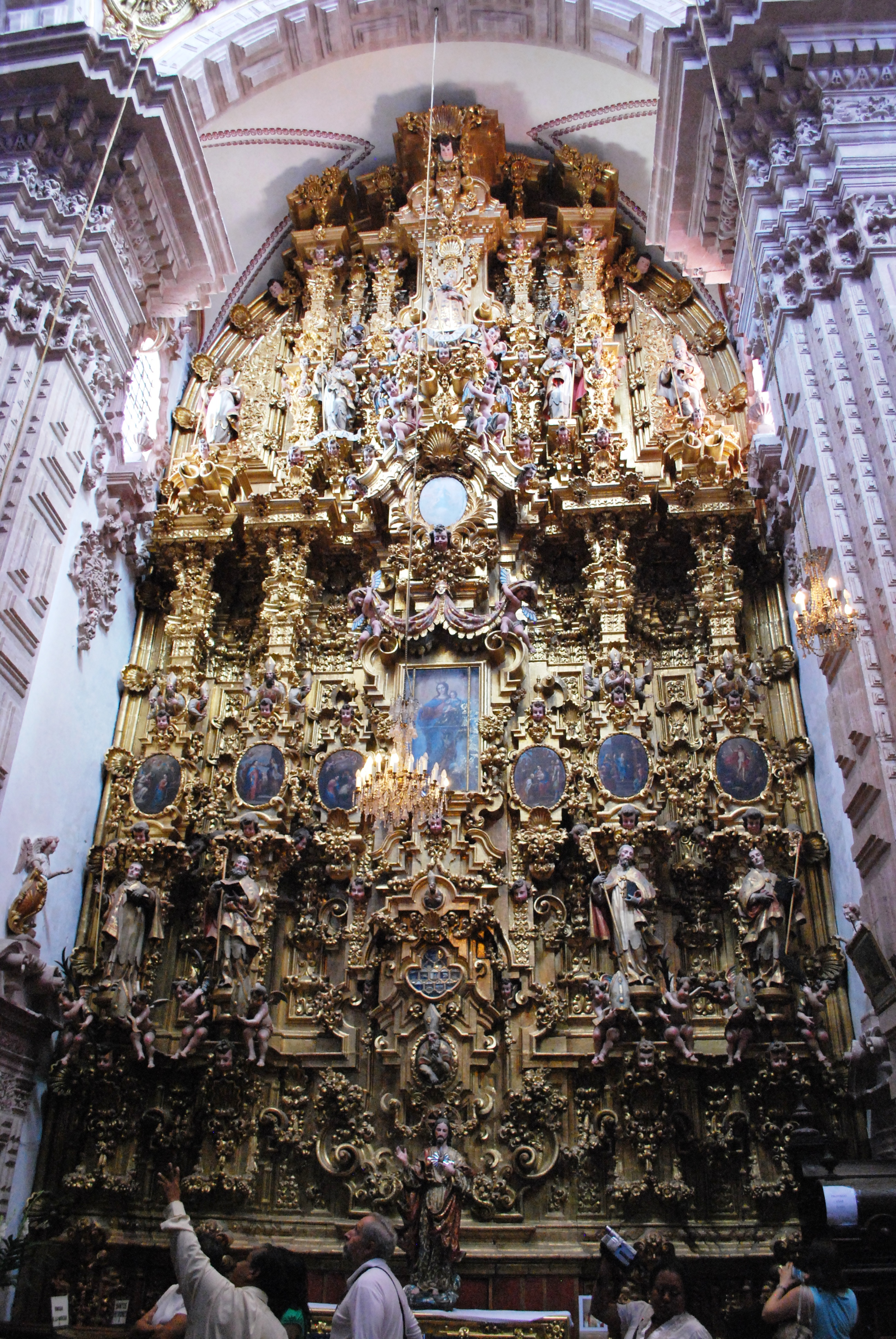
Altarretabel